# Fidèle Simon
Fidèle Simon, né le 6 août 1837 à Guémené-Penfao et mort le 5 mai 1911 au château du Plessis-Bardoult (Pléchâtel), est un homme politique français, député de 1870 à 1893.

## Biographie

### Famille
Son grand-père paternel, François Simon, tient une auberge et sera maire de Guémené-Penfao, tandis que son grand-père maternel est juge de paix du canton de Guémené-Penfao.
Son père, Fidèle-Marie Simon (1804-1891), un négociant en blé et farines, devient conseiller de l'arrondissement de Savenay en 1836. Il est élu maire de Guémené-Penfao le 10 mai 1871, puis devient conseiller général du canton de Guémené-Penfao. Il épouse Jenny-Marie Dréan (1811-1892), avec qui il a deux enfants : Fidèle et Jenny-Marie-Joséphine.
Son oncle, Joseph François Simon (1801-), propriétaire et marchand de bois, maire de Saint-Nicolas-de-Redon, conseiller général du canton de Saint-Nicolas-de-Redon, et député de 1857 à 1870.
Marié à Caroline Perrin, il est le père d'Adolphe Simon, maire de Guémené-Penfao.
Propriétaire du château du Plessis-Bardoult à Pléchâtel.

### Carrière politique
Fidèle Simon est élu, le 8 février 1871, avec le patronage de l'Union bretonne, journal bonapartiste, représentant de la Loire-Inférieure à l'Assemblée nationale. Il prit place au centre gauche et, partisan de Thiers, vota pour la paix, pour la pétition des évêques, contre le service de trois ans, contre la démission de Thiers, contre le septennat, contre le ministère de Broglie, pour l'amendement Wallon et pour les lois constitutionnelles. Lors des tentatives de restauration monarchique, il avait déclaré, dans une lettre à ses électeurs, « qu'il s'opposerait énergiquement à la restauration de la monarchie traditionnelle ». 
Conseiller général du canton de Guémené-Penfao du 8 octobre 1871, il se présenta comme candidat au Sénat dans la Loire-Inférieure, le 30 janvier 1876, et échoua avec 115 voix sur 321 votants. Mais il fut élu député, le 5 mars suivant, au second tour de scrutin, dans la 1re circonscription de Saint-Nazaire, par 6 761 voix (15 340 votants, 20 762 inscrits), contre 5 620 à M. Couëtoux et 3,956 à son cousin, Amaury Simon. Il prit de nouveau place à gauche et fut l'un des 363 députés qui, au 16 mai, refusèrent le vote de confiance au ministère de Broglie. Réélu, comme tel, au second tour, le 28 octobre 1877, par 8 631 voix (16 440 votants, 21 394 inscrits), contre 7 655 à Jules de Lareinty, et le 21 août 1881, par 8 485 voix (15 574 votants, 22 844 inscrits), contre 7 005 à Anthime Ménard, il siégea constamment à la gauche républicaine, soutint la politique scolaire et coloniale du gouvernement. Il obtient sa réélection en 1885 et 1889.